# Fernande Courtoy
Fernande Courtoy (* 4. Juli 1914 in Thuin; † 28. Mai 2024 in Charleroi) war eine belgische Altersrekordlerin.

## Leben
Fernande Courtoy wuchs in der Kleinstadt Thuin auf. Nach ihrem Schulabschluss absolvierte sie bis Mitte der 1930er-Jahre ein Pharmaziestudium an einer Universität in Brüssel. Während des Zweiten Weltkrieges arbeitete sie in den Laboren verschiedener Krankenhäuser. Ab Ende der 1940er-Jahre arbeitete sie in einer Apotheke in Charleroi. Im Jahr 1979 ging sie in den Ruhestand.
Fernande Courtoy heiratete Ende der 1930er-Jahre und bekam drei Kinder. Ihr Ehemann war beruflich als Bergbautechnologe tätig. Sie lebte bis zu ihrem Tod in Charleroi und hatte später 7 Enkelkinder, 18 Urenkelkinder und eine Ururenkelin. Erst mit 108 Jahren zog sie im Februar 2023 in ein Altenheim. Nach dem Tod von Magdalena Janssens im Alter von 111 Jahren am 18. September 2023 war Fernande Courtoy die älteste in Belgien lebende Person.
Fernande Courtoy starb am 28. Mai 2024 im Alter von 109 Jahren und 329 Tagen (insgesamt 40.141 Tage).